# Conte di Grantham
Conte di Grantham è un titolo fra i pari d'Inghilterra creato per la prima volta nel 1698 in favore di Enrico Nassau d'Auverquerque, assieme ai titoli di Visconte Boston, di Boston nella Contea di Lincoln, e Barone Alford, di Alford nella contea di Lincoln. Dal momento che sia i suoi figli che i suoi tre fratelli gli premorirono, i titoli si estinsero alla sua morte nel 1754.

## Conti di Grantham (1698)
- Enrico Nassau d'Auverquerque, I conte di Grantham (1675–1754)
  - Henry, visconte Boston (1697–1718)
  - Thomas, visconte Boston (1700-1730)

## Nelle fiction
Lo sceneggiatore Julian Fellowes utilizza il titolo di conte di Grantham - sebbene questo sia erratamente indicato come parte della Parìa di Gran Bretagna — per uno dei suoi personaggi principali, Robert Crawley, nel dramma televisivo Downton Abbey.